# 柘植正俊
柘植 正俊（つげ まさとし、天文17年（1548年） - 慶長16年6月2日（1611年7月11日））は、戦国時代から江戸時代初期にかけての武将、旗本。織田信治の子であるが、『寛永諸家系図伝』では織田与四郎行正の子とされる。織田三蔵、のちに柘植平右衛門と称する。妻は丹羽氏勝の娘。子に柘植正時、柘植正勝（旗本）。

## 生涯
はじめ三河国刈谷の水野信元に仕え、織田信長に仕えた際に津田姓を名乗るようにいわれるが、母方の柘植姓を名乗った。後に豊臣秀吉に仕える。慶長5年（1600年）に会津征伐ならびに関ヶ原の戦いで徳川家康に従軍する。それまで400石を知行していたが、慶長6年（1601年）に摂津国川辺郡他で加増をされ計900石を知行し、慶長9年（1604年）には切腹した息子・正勝の所領であった500石も加えられて計1400石となった。
慶長16年（1611年）、駿府にて病没した。墓所は静岡県静岡市葵区慈悲尾の増善寺。子孫は幕末まで旗本として存続した。 